# Tangerhütte
Die Stadt Tangerhütte liegt im Süden des Landkreises Stendal (Region Altmark) im Land Sachsen-Anhalt.

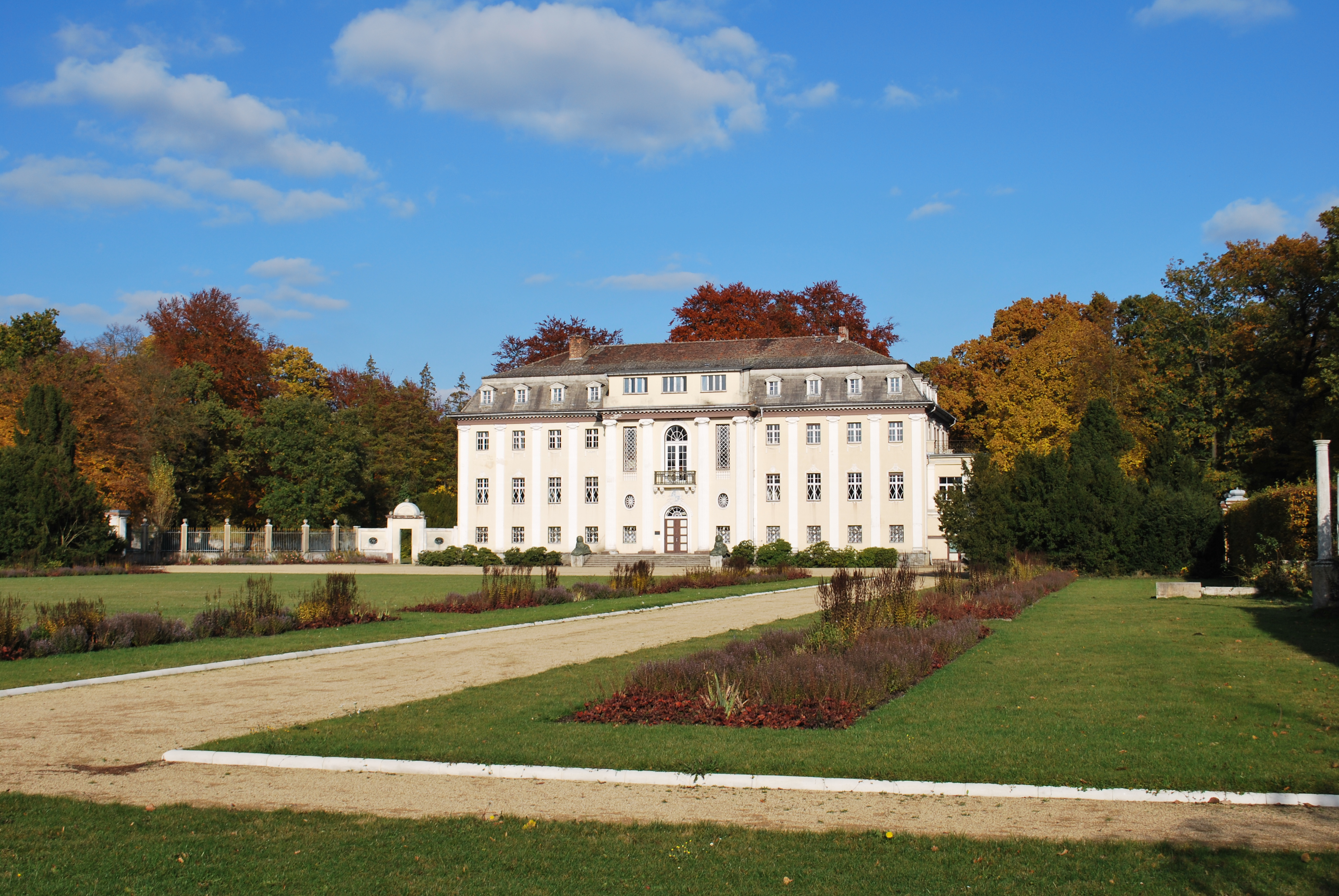
Neues Schloss im Stadtpark

## Geographie

### Lage
Die Stadt liegt am Fluss Tanger, nach dem die Stadt ihren Namen erhielt. Tangerhütte liegt an der Bahnstrecke Magdeburg–Stendal im Norddeutschen Tiefland.

### Stadtgliederung
Seit Auflösung der Verwaltungsgemeinschaft Tangerhütte-Land und der Neubildung der Stadt am 31. Mai 2010 besteht die „Einheitsgemeinde Stadt Tangerhütte“ aus 19 Ortschaften, 32 Ortsteilen und 6 Wohnplätzen.
- Bellingen
- Birkholz
  - Birkholz mit dem Wohnplatz Waldfrieden
  - Scheeren
  - Sophienhof
- Bittkau mit dem Wohnplatz Kellerwiehl
- Cobbel
- Demker
  - Demker mit dem Wohnplatz „Am Bahnhof“
  - Elversdorf
- Grieben mit den Wohnplätzen Hegebusch und Ziegelei
- Hüselitz
  - Hüselitz
  - Klein Schwarzlosen
- Jerchel
- Kehnert
- Lüderitz
  - Lüderitz
  - Groß Schwarzlosen
  - Stegelitz
- Ringfurth
  - Ringfurth
  - Polte
  - Sandfurth
- Schelldorf
- Schernebeck
- Schönwalde (Altmark)
- Tangerhütte
  - Tangerhütte
  - Briest
  - Mahlpfuhl mit dem Wohnplatz Forsthaus
- Uchtdorf
- Uetz
- Weißewarte
- Windberge
  - Windberge
  - Brunkau
  - Ottersburg
  - Schleuß

Zu Tangerhütte gehört eine rund 2 km² große Exklave westlich von Bertingen. Das Gebiet liegt zwischen der Elbe und einem alten Elbarm.

### Geologie
Regionalgeologisch befindet sich das Gebiet Tangerhütte-Land etwa fünf Kilometer südlich der Altmark-Fläming-Senke. Hier liegen Sandsteine aus dem Mesozoikum beziehungsweise Paläozoikum vor. Die Gesteine des Lias liegen heute etwa 1800 Meter unter der Erdoberfläche. Dort sind Temperaturen um 65 °C vorherrschend.
Das Zechstein erscheint bei Klein-Schwarzlosen als Salzdiapir, jedoch nicht an der Erdoberfläche. Die Ursache des Diapirs liegt hier in der Bruchstörung zwischen der Altmark-Fläming-Senke und der Calvörder Scholle.
Der Ort ist zwischen der Glogau-Baruther Urstromtalung (nördlich gelegen) und der Magdeburg-Breslauer Urstromtalung (südlich gelegen) angesiedelt. Die nördliche Urstromtalung entstand während des Warthestadiums in der Weichsel-Kaltzeit. Die südliche steht in Verbindung zum Plankener Stadium der Saale-Kaltzeit. Das Gebiet zwischen diesen Talungen ist Altmoränengebiet und postweichselkaltzeitlich überformt. Tangerhütte liegt heute im Aufschüttungsgebiet der Elbe.

### Klima
Tangerhütte befindet sich in der gemäßigten Klimazone. Aufgrund seiner geografischen Lage ist das Gebiet vorherrschend kontinental beeinflusst, jedoch mit maritimen Klimakomponenten.

## Geschichte

### Neuzeit

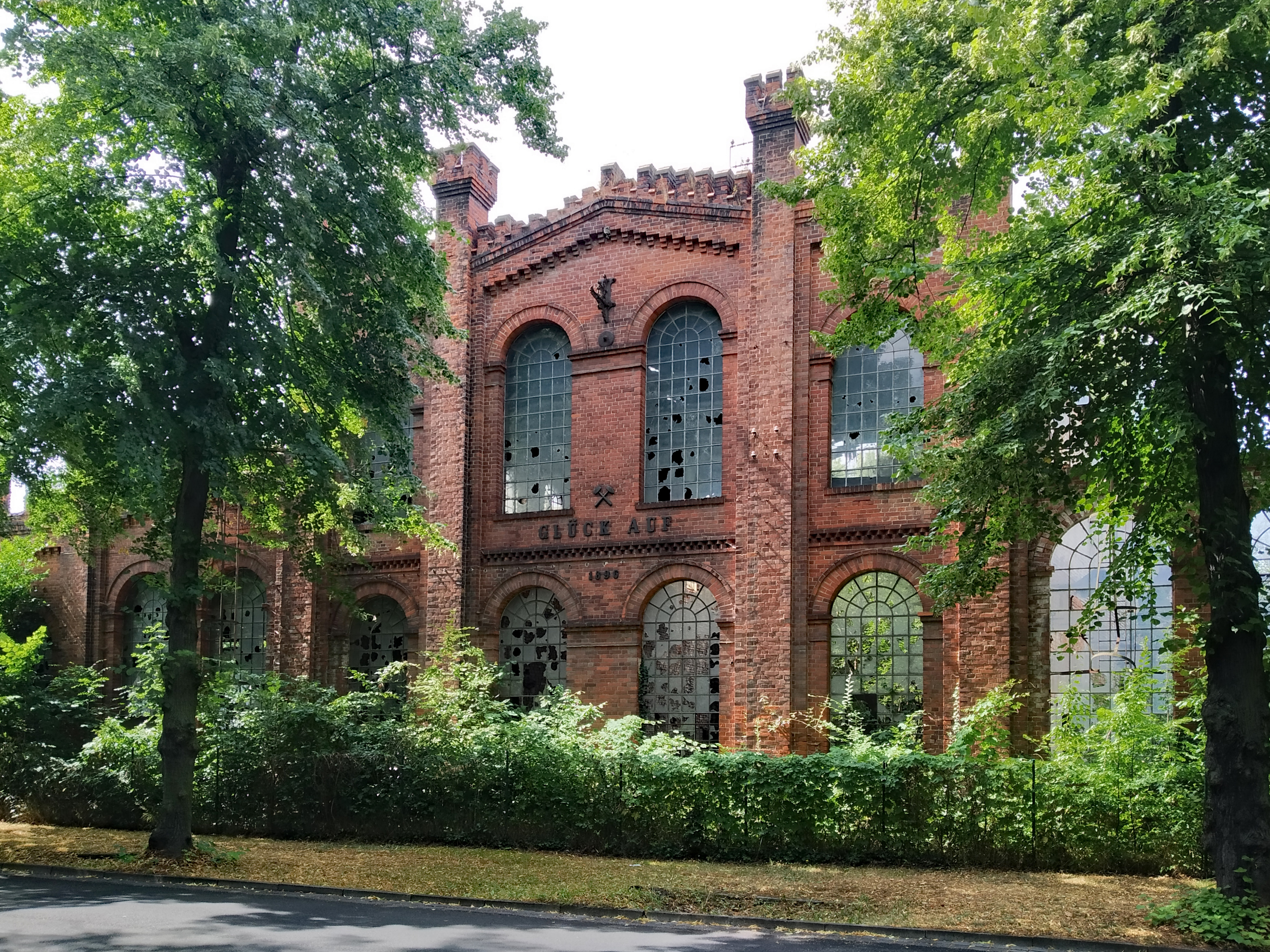
Ehemalige Gießerei

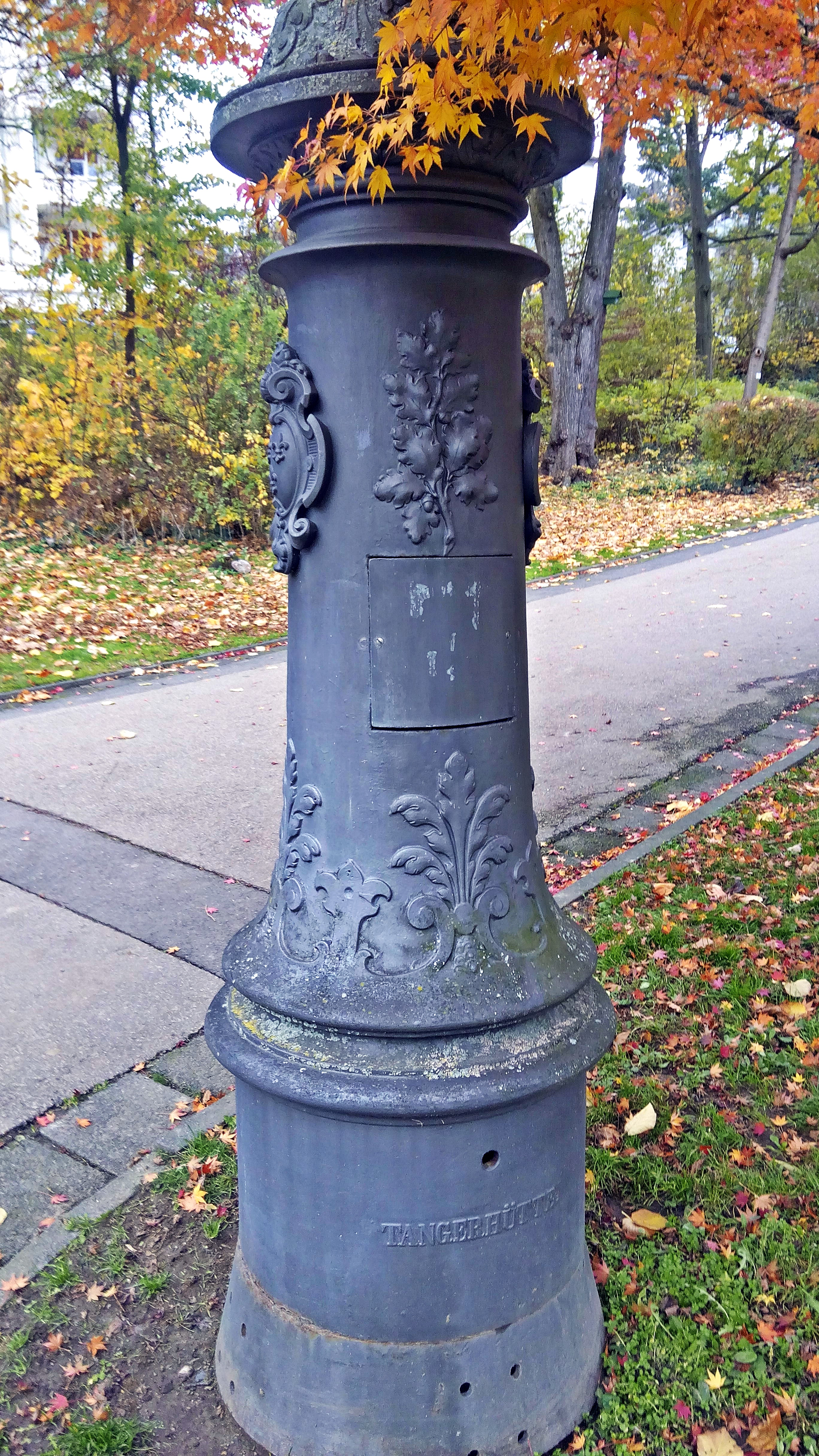
Gusseisen-Laternenmast mit Werksaufschrift „Tangerhütte“, Kurpark Wiesbaden, um 1900

Tangerhütte ist aus dem Dorf Vaethen hervorgegangen. Es wurde 1375 erstmals urkundlich als Veten erwähnt und blieb eine kleine Ortschaft. Im Jahr 1540 wurden lediglich 80 Einwohner gezählt, Dorfschulze war zu der Zeit Stephan Güldenpfennigk. Im Dreißigjährigen Krieg raubten Magdeburger Söldner Vieh im Ort. 1808 wurde die Dorfstraße befestigt. 1840 hatte der Ort 345 Einwohner. Ab 1842 wurde am rechten Ufer des Tangers das Eisenwerk Tangerhütte errichtet, 1844 in den Eisenwerken Tangerhütte der erste Guss vollzogen. Vaethen entwickelte sich dadurch zu einem Industriestandort. 1852 erhielt es einen Bahnhof. Ab 1870 wurde der Schlosspark mit einem Wasserfall und einem Teich angelegt, bevor 1873/74 das Schloss des Hüttenbesitzers Wagenführ errichtet wurde. 1883 ließ sich die Familie eine Familiengruft bauen.
1880 wurde das Empfangsgebäude des Bahnhofs erbaut. Die Freiwillige Feuerwehr von Vaethen wurde 1891 gegründet, das Rathaus 1905 gebaut. 1907 wurde die Straßenbeleuchtung mit Gaslampen in Betrieb genommen. Der Hüttenbesitzer ließ 1909 bis 1911 das Neue Schloss errichten, das erste wird seitdem als Altes Schloss bezeichnet. 1926 erhält Vaethen eine elektrische Beleuchtung. 1928 wurde der Name von Vaethen in Tangerhütte geändert, 1935 erlangte Tangerhütte das Stadtrecht.
In Tangerhütte gab es von 1939 bis zum Kriegsende ein Lazarett für tuberkulosekranke Kriegsgefangene, in dem bis 1945 500 Personen starben. Nach dem Ende des Zweiten Weltkriegs erfolgte eine teilweise Demontage des Eisenhüttenwerks; trotzdem nahm die Hütte bereits 1945 die Arbeit wieder auf.

### Eingemeindungen
Ursprünglich gehörte das Dorf Väthen zum Tangermündeschen Kreis der Mark Brandenburg in der Altmark. Von 1807 bis 1813 lag es im Kanton Burgstall auf dem Territorium des napoleonischen Königreichs Westphalen. Nach weiteren Änderungen kam die Gemeinde zum Kreis Stendal, dem späteren Landkreis Stendal.
Am 20. Juli 1950 wurde die bis dahin eigenständige Gemeinde Briest nach Tangerhütte eingemeindet.
Am 25. Juli 1952 wurde Tangerhütte Kreisstadt des gleichnamigen Kreises im Bezirk Magdeburg.
Am 1. Januar 1988 wurde der Kreis Tangerhütte aufgelöst, Tangerhütte verlor den Status einer Kreisstadt. Bis 1990 unterhielt das Ministerium für Staatssicherheit (bzw. zuletzt das AfNS) der DDR in Tangerhütte eine Kreisdienststelle.
Am 31. Mai 2010 wurden die Stadt Tangerhütte und die bisherigen Gemeinden Bellingen, Birkholz, Bittkau, Cobbel, Demker, Grieben, Hüselitz, Jerchel, Kehnert, Lüderitz, Ringfurth, Schelldorf, Schernebeck, Schönwalde (Altmark), Uchtdorf, Uetz, Weißewarte und Windberge zu einer neuen Gemeinde mit dem Namen „Einheitsgemeinde Stadt Tangerhütte“ vereinigt.

## Bevölkerung

### Stadt
| Jahr | Einwohner |
| ---- | --------- |
| 1734 | 0191      |
| 1772 | 0124      |
| 1790 | 0253      |
| 1798 | 0261      |
| 1804 | 0242      |
| 1818 | 0280      |
| 1840 | 0302      |
| 1871 | 1.731     |

| Jahr | Einwohner |
| ---- | --------- |
| 1885 | 2.828     |
| 1895 | 3.417     |
| 1900 | [0]4.821  |
| 1905 | 5.302     |
| 1910 | [0]5.985  |
| 1925 | 5.559     |
| 1939 | 5.422     |
| 1946 | 6.679     |

| Jahr | Einwohner |
| ---- | --------- |
| 1964 | 6.528     |
| 1971 | 6.937     |
| 1981 | 7.803     |
| 1985 | [00]8.177 |
| 1990 | [00]7.700 |
| 1995 | [00]7.314 |
| 2000 | [00]6.600 |
| 2005 | [00]5.924 |
| 2009 | [00]5.439 |

Quelle, wenn nicht angegeben, bis 1981:

### Einheitsgemeinde
| Jahr | Einwohner |
| ---- | --------- |
| 2010 | 11.765    |
| 2015 | 11.007    |
| 2020 | 10.612    |
| 2021 | 10.544    |
| 2022 | 10.333    |
| 2023 | 10.252    |
| 2024 | 10.108    |

Stand: 31. Dezember des jeweiligen Jahres (Angaben des Statistischen Landesamtes Sachsen-Anhalt), ab 2011 auf Basis des Zensus 2011, ab 2022 auf Basis des Zensus 2022

### Ortsteil
| Jahr | Einwohner |
| ---- | --------- |
| 2013 | 4.854     |
| 2014 | 4.840     |
| 2019 | 4.559     |
| 2022 | 4.488     |
| 2023 | 4.498     |

## Religion
Die meisten Einwohner Tangerhüttes sind heute konfessionslos.
Die Volkszählung in Deutschland 2022 zeigte, dass von den 10.255 Einwohnern der Stadt Tangerhütte rund 14 % der evangelischen und rund 2 % der katholischen Kirche angehörten.

## Politik

### Stadtrat
Der Stadtrat von Tangerhütte besteht aus 28 Mitgliedern und dem Bürgermeister. Die Kommunalwahl am 9. Juni 2024 führte bei einer Wahlbeteiligung von 67,8 % zu folgendem Ergebnis:
| Partei / Wählergruppe                                   | Stimmenanteil 2019 | Sitze 2019 |        | Stimmenanteil 2024 | Sitze 2024 |
| ------------------------------------------------------- | ------------------ | ---------- | ------ | ------------------ | ---------- |
| AfD                                                     | 11,7 %             | 3          | 29,1 % | 8                  |            |
| Unabhängige Wählergruppe „Südliche Altmark“ (UWGSA)     | 15,7 %             | 4          | 20,5 % | 6                  |            |
| CDU                                                     | 18,2 %             | 5          | 18,4 % | 5                  |            |
| Wählergemeinschaft Altmark-Elbe                         | 09,2 %             | 3          | 09,5 % | 3                  |            |
| Wählergemeinschaft Lüderitz                             | 12,2 %             | 3          | 09,4 % | 3                  |            |
| SPD                                                     | 10,1 %             | 3          | 08,1 % | 2                  |            |
| Wählergemeinschaft Zukunft Einheitsgemeinde Tangerhütte | 09,8 %             | 3          | 05,0 % | 1                  |            |
| Die Linke                                               | 11,3 %             | 3          | –      | –                  |            |
| FDP                                                     | 01,9 %             | 1          | –      | –                  |            |
| Insgesamt                                               | 100 %              | 28         | 100 %  | 28                 |            |

### Bürgermeister
- 2010–2014: Birgit Schäfer (SPD)
- seit 2014: Andreas Brohm (parteilos)

Letzter gewählter Bürgermeister der alten Gemeinde Tangerhütte war bis zum 30. Mai 2010 Gerhard Borstell (SPD).
Schäfer wurde in der Bürgermeisterstichwahl am 10. Oktober 2010 mit 52,3 % der gültigen Stimmen gewählt. Sie wurde am 25. Mai 2014 mit 73,2 % der gültigen Stimmen abgewählt.
Brohm wurde in der Bürgermeisterwahl am 14. September 2014 mit 72,7 % der gültigen Stimmen zu ihrem Nachfolger gewählt. Er wurde am 6. Juni 2021 mit 59,9 % der gültigen Stimmen in seinem Amt bestätigt. Seine Amtszeit beträgt sieben Jahre.

### Wappen des Ortsteils Tangerhütte

Wappen des Ortsteiles

Das Wappen wurde am 24. September 1936 durch den Oberpräsidenten der Provinz Sachsen verliehen.
Blasonierung: „Gespalten in Silber; vorn am Spalt ein goldbewehrter roter Adler mit ausgeschlagener roter Zunge, hinten am unteren Schildrand drei gestielte, zu einem Strauß verbundene, aufrechte grüne Ähren mit zwei Blättern und schwarzen Grannen, überhöht von einem schwarzen Bergmannsgezähe.“
Der märkische Adler versinnbildlicht die einstige Zugehörigkeit der Altmark zur Mark Brandenburg, Schlägel und Eisen kennzeichnen die Eisenindustrie, gleichzeitig erinnern sie daran, dass bis 1854 in der Umgebung Raseneisenerz abgebaut und verhüttet wurde. Die drei grünen Ähren versinnbildlichen den Agrarcharakter der Umgebung von Tangerhütte.
Das Wappen wurde von dem Magdeburger Staatsarchivrat Otto Korn gestaltet.

### Flagge des Ortsteils Tangerhütte

Stadtflagge von Tangerhütte

Die Flagge wurde am 20. Juli 1999 durch das Regierungspräsidium Magdeburg genehmigt.
Die Ortsteilflagge ist rot - weiß (1:1) gestreift (Hissflagge: Streifen von oben nach unten, Querflagge: Streifen von links nach rechts verlaufend) mit dem aufgelegten Stadtwappen.

### Städtepartnerschaften
- Extertal in Nordrhein-Westfalen
- Der Teilort Lüderitz unterhält seit 2018 eine Partnerschaft mit Lüderitz in Namibia.

## Sehenswürdigkeiten und Kultur

### Bauwerke
Neues Schloss
Das Neue Schloss in Tangerhütte wurde 1909 bis 1911 errichtet. Anlass war die Eheschließung von Johann Jacob Franz Wagenführ von Arnim. Das nach italienischem Vorbild erbaute Gutshaus liegt im südöstlichen Teil des Stadtparks.
Maßgeblich an der künstlerischen Ausgestaltung des Gebäudes beteiligt war der Tangerhütter Bildhauer Otto Funke. Das Kaminzimmer wird von Funkes prächtig geschnitztem Kaminaufsatz beherrscht, der das Wappen der Familie Wagenführ trägt. Der Künstler entwarf ebenfalls die Modelle der beiden Sphingen, die vor dem Eingang des Schlosses stehen. Die steinernen Torwächter wurden in der Zementgießerei der „Hütte am Tanger“ gefertigt.
Das Familienwappen mit der schmückenden Krone, einem Hammer als Sinnbild des Eisenwerks sowie die traditionellen Farben Rot und Silber ziert das Eingangsportal.
Nach dem Zweiten Weltkrieg diente das Schloss unter anderem als Heilstätte für Tuberkulosekranke und – bis 1996 – als Seniorenheim.

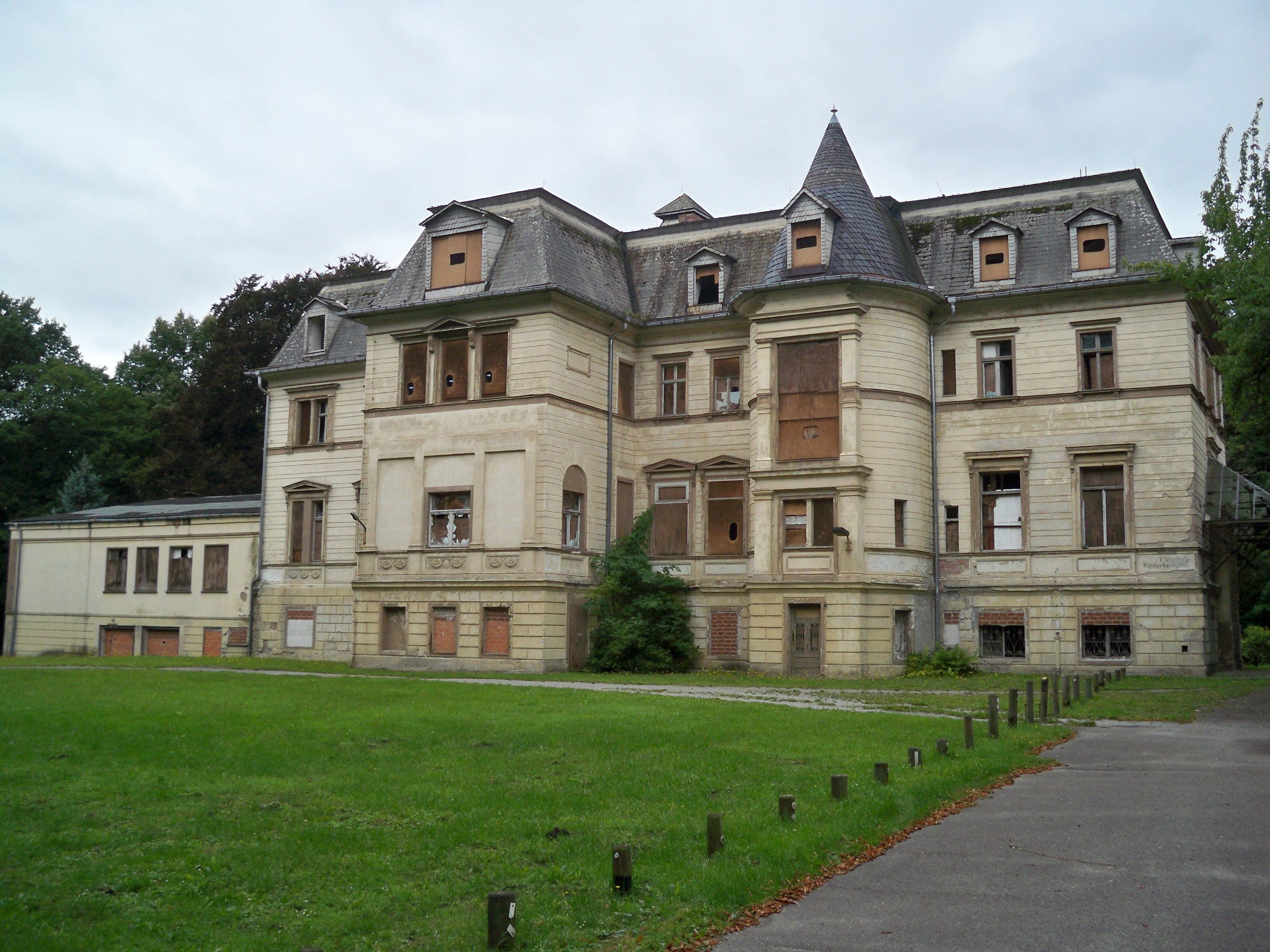
Altes Schloss
Das zweistöckige Alte Schloss mit strukturierter Putzfassade und Mansarddach im Nordwesten des Stadtparks wurde 1873/1874 errichtet. Es diente während und nach dem Zweiten Weltkrieg unter anderem als Lazarett, Erholungsheim, Heilstätte für Tuberkulosekranke und Poliklinik. Es ist verfallen und steht zum Verkauf.
Kirchen

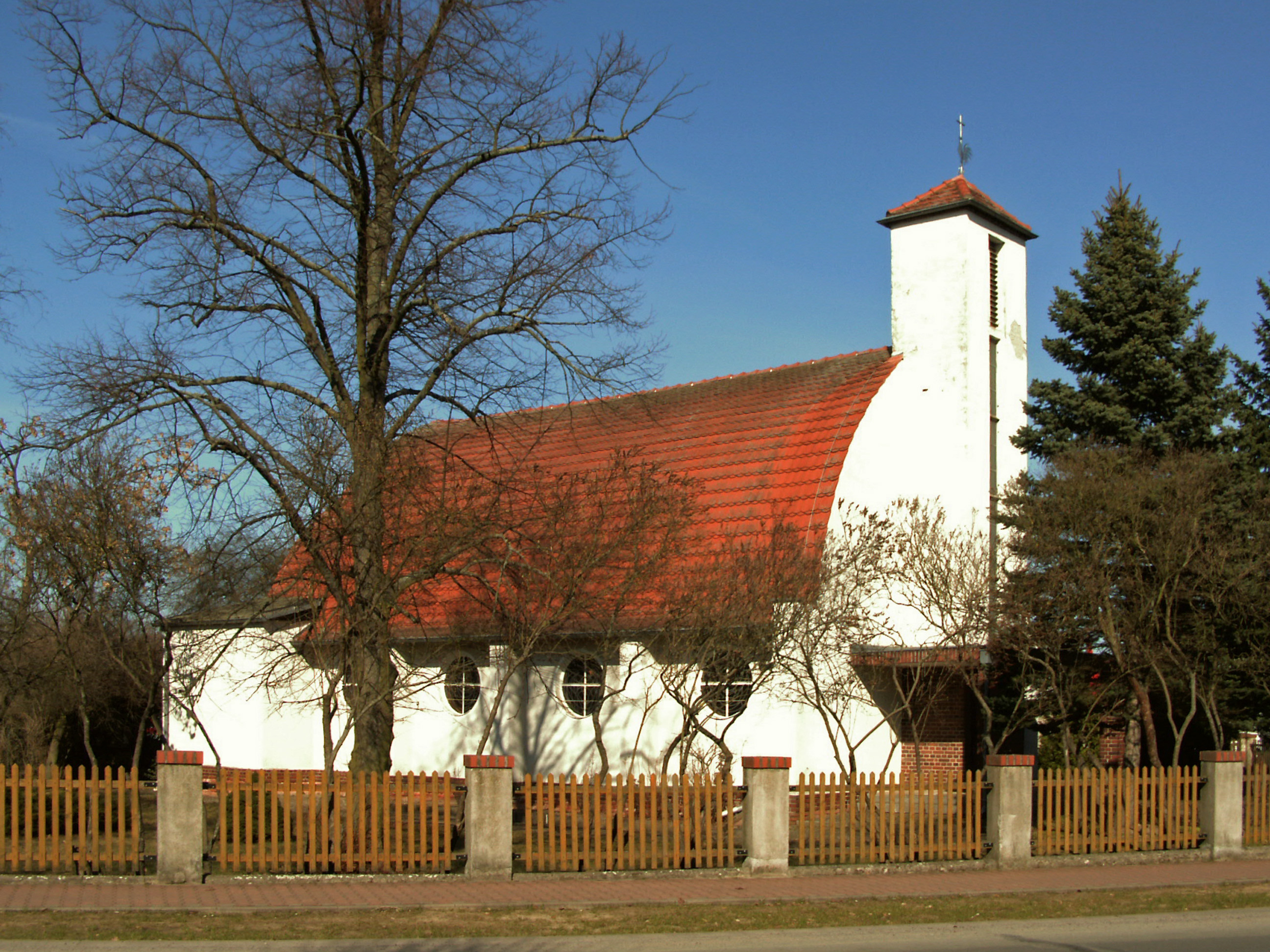
St.-Elisabeth-Kirche

- Evangelische Kirche im ursprünglichen Ortskern Vaethen (heutige Breite Straße) mit Taufengel. Ihre Kirchengemeinde gehört zum Kirchenkreis Stendal.
- Katholische St.-Elisabeth-Kirche an der Schönwalder Chaussee. Die 1931 erbaute Kirche gehört heute zur Pfarrei St. Anna mit Sitz in Stendal, 2019 fand dort der letzte Gottesdienst statt.
- Neuapostolische Kirche an der Schönwalder Straße. Ihre Gemeinde gehört zum Kirchenbezirk Stendal.

Gedenkstätten
- Grabanlage und Denkmal aus dem Jahre 1971 für 197 Polen, 53 Jugoslawen und einen Tschechoslowaken, die von den im Lazarett insgesamt verstorbenen 500 Personen auf dem Friedhof an der Straße der Jugend ihre Ruhestätte haben
- Gedenkstein auf dem Areal der Grundschule „Heinrich Rieke“ in der Bismarckstraße (früher Ernst-Thälmann-Straße) zur Erinnerung an den Kommunisten Heinrich Rieke, der nach schweren Misshandlungen durch die örtliche Polizei 1933 starb.

Weitere Sehenswürdigkeiten
- Wilhelm-Wundt-Schule, massives großes Backsteingebäude mit Uhrturm, 1909 eröffnet
- ehemalige Gießerei: 1842 errichtet, in der DDR als VEB Eisenwerk „1. Mai“ bekannt,[25] leer stehendes, dem Verfall preisgegebenes Fabrikgebäude mit einer aufwändig gegliederten Backsteinfassade
- Mausoleum
- Gusseiserner Pavillon, der auf der Weltausstellung Paris 1889 ausgestellt war[26]

### Grünflächen und Naherholung

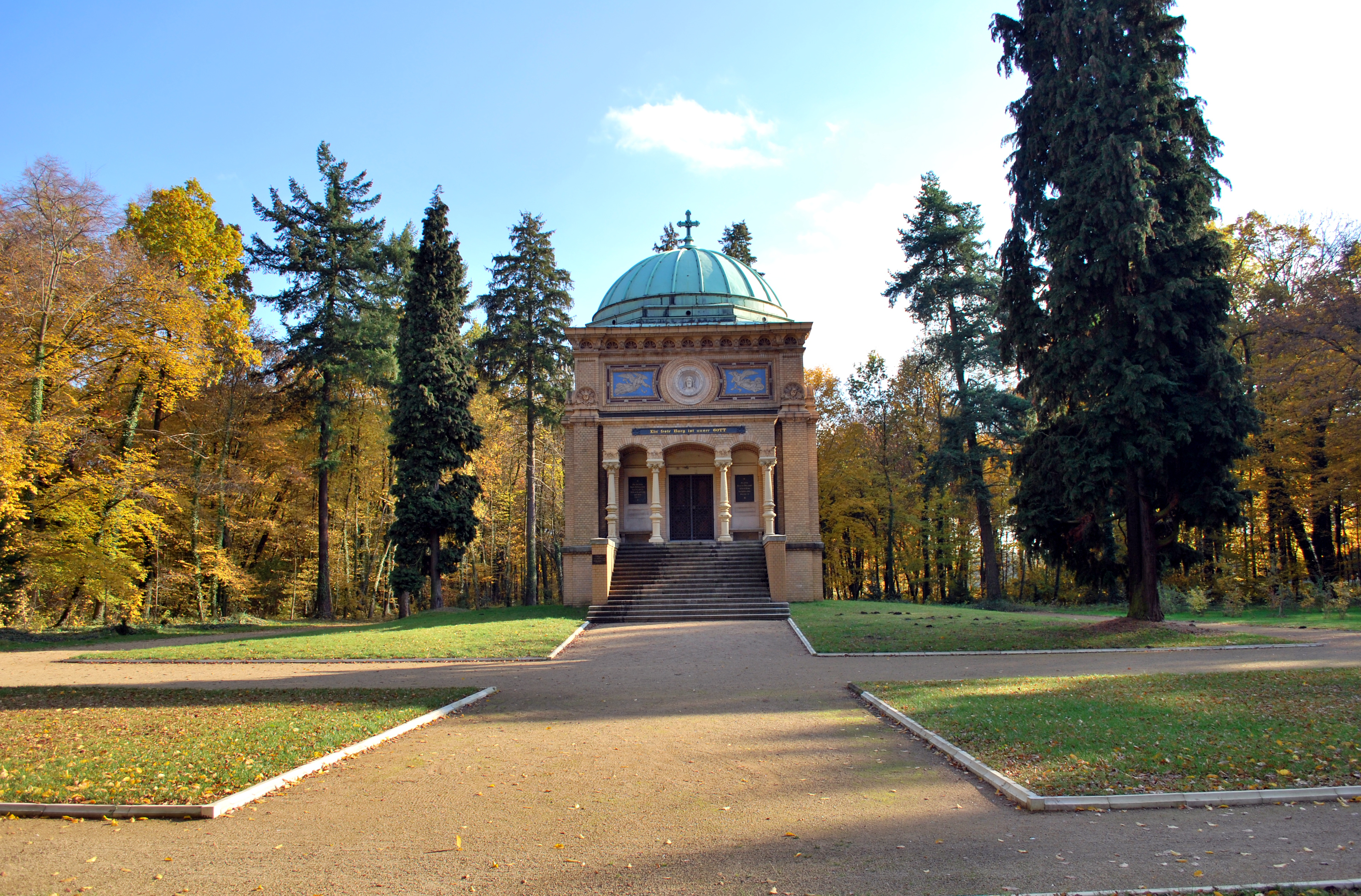
Mausoleum im Stadtpark

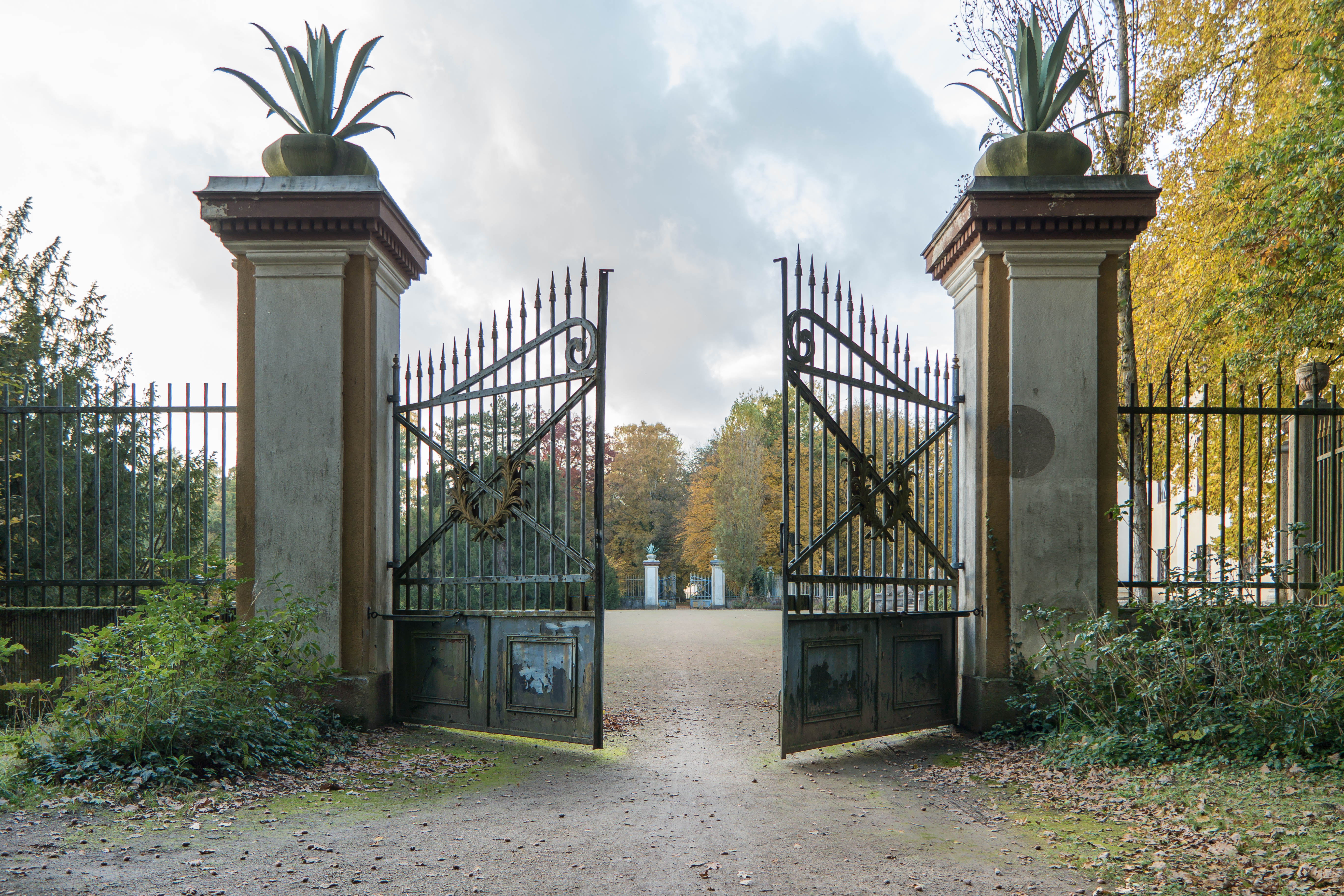
Portal im Stadtpark

Der Stadtpark gilt als eine der herausragenden Anlagen dieser Art in Sachsen-Anhalt. Er ist Bestandteil der Tourismusmarke Gartenträume – Historische Parks in Sachsen-Anhalt. Das Gelände hat eine Fläche von zwölf Hektar und wurde ab 1870 im Auftrag des Gießereibesitzers Franz Wagenführ angelegt. Für die Gestaltung diente der englische und französische Gartenstil als Vorbild. Charakteristisch für den Park sind beschnittene Hecken, Bogengänge, Pavillons, Statuen und italienisch anmutende Balustraden an den Ufern von Teichen. Zentrum der Anlage ist ein künstlicher Wasserfall, der über einen Kanal mit Wasser des Tangers gespeist wird.

### Museen
- Buddelschiffmuseum
- Heimatmuseum

### Musik
- Veranstaltungen im Kulturhaus[27]
- Kirchenchor
- Chor Nova cantica

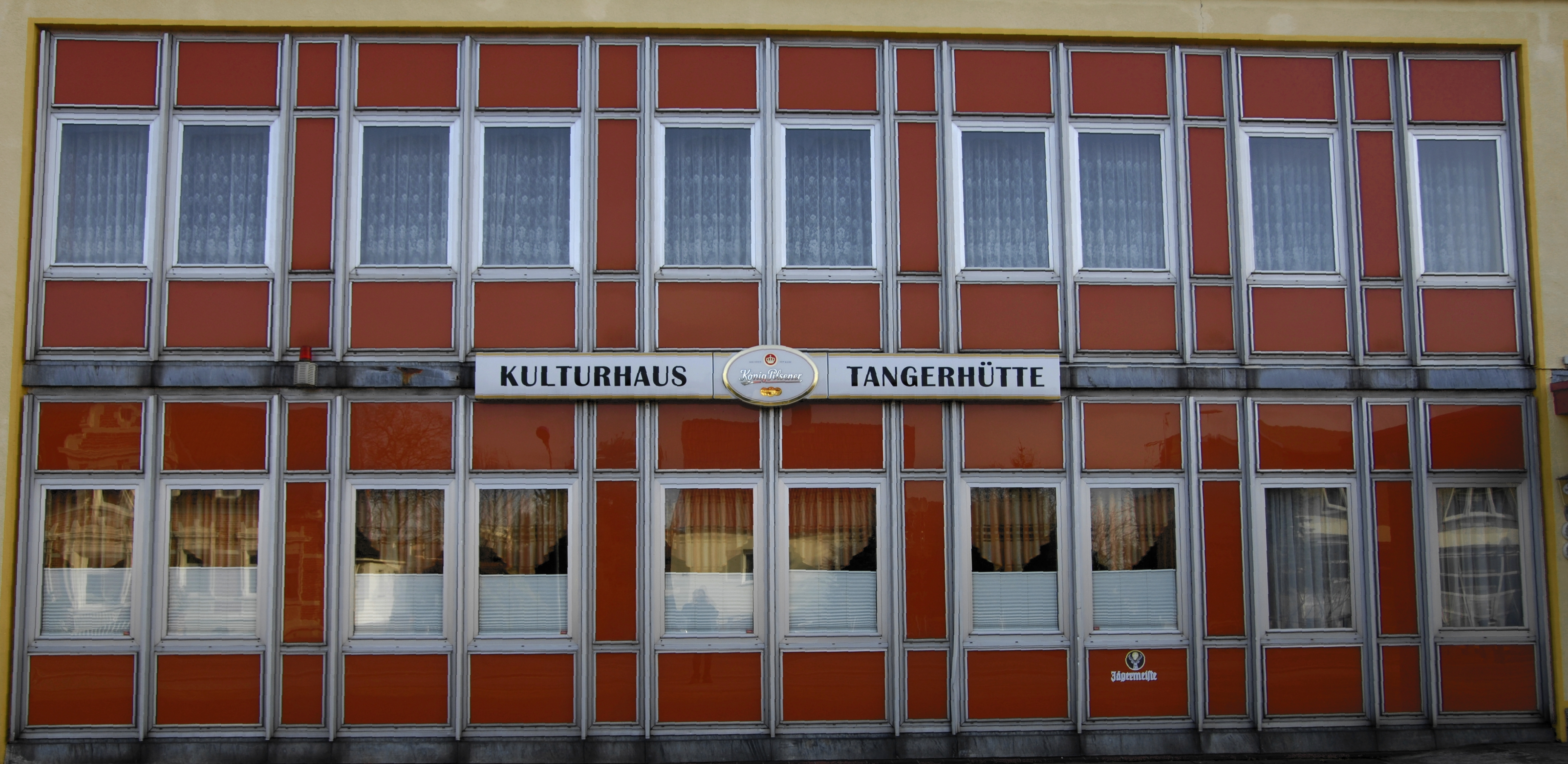
Fassade des Kulturhauses in Tangerhütte

- Veranstaltungsreihen „Stunde der Musik“ und „Sommermusik“ in der Briester Kapelle

## Wirtschaft und Infrastruktur

### Unternehmen
Das größte Unternehmen des Orts, die Gießerei TechnoGuss, meldete im Juni 2015 Insolvenz an und wurde durch den Zusammenschluss mit Heidenreich und Harbeck, Mölln, gerettet.

### Verkehr
Die Stadt Tangerhütte hat seit 14. September 2020 einen Autobahnanschluss über die Anschlussstelle Tangerhütte (AS 19) an der Altmark-Autobahn A14 von Magdeburg über Stendal und Wittenberge nach Schwerin. Die Nordverlängerung der Bundesautobahn 14 ist aber noch nicht durchgängig befahrbar, da noch nicht alle Streckenabschnitte fertig gebaut wurden bzw. manche Abschnitte sich noch in der Planung befinden.
Der Bahnhof Tangerhütte liegt an der Bahnstrecke Magdeburg–Stendal–Wittenberge und wird im Personenverkehr von Regionalexpress-Zügen der Linie RE20 (Magdeburg–Stendal–Uelzen) sowie der Linie S1 (Schönebeck-Salzelmen–Magdeburg–Stendal–Wittenberge) der S-Bahn Mittelelbe im Stundentakt bedient.
Es verkehren Linienbusse und Rufbusse von stendalbus.

## Persönlichkeiten

### Söhne und Töchter der Stadt
- Levin Friedrich von Bismarck (1771–1847), Regierungspräsident des Bezirks Magdeburg, Ehrenbürger von Magdeburg, im Ortsteil Birkholz geboren
- Hugo von Bismarck (1814–1883), preußischer Generalmajor, im Ortsteil Bittkau geboren
- Ludolf August von Bismarck (1834–1924), Landrat des Kreises Stendal bewirtschaftete das Gut Briest, dort bestattet
- Ulrich von Bismarck (1844–1897), preußischer Generalmajor, im Ortsteil Briest geboren
- Hans Koch (1912–1955), SS-Unterscharführer, Kriegsverbrecher
- Karl-Heinz Leue (* 1920), Gebrauchsgrafiker
- Werner Müller (1927–1983), Politiker (DBD), im Ortsteil Schelldorf geboren
- Detlef Radke (* 1956), Politiker (CDU), Mitglied des Landtags von Sachsen-Anhalt.
- Luise Klein (* 1999), Volleyballerin

### Mit der Stadt verbunden
- Ludolf August von Bismarck (1834–1924), Landrat des Kreises Stendal, bewirtschaftete das Gut Briest, ist dort auch begraben
- Otto Häuser (1924–2007), Schriftsteller, Schulleiter in Tangerhütte
- Klaus Martin Kopitz (* 1955), Komponist und Musikwissenschaftler, in Tangerhütte aufgewachsen